# Prosper Kasim
Prosper Kasim (sinh ngày 15 tháng 12 năm 1996), thường phát âm Kasim Prosper, là một cầu thủ bóng đá người Ghana thi đấu cho Mjällby AIF, theo dạng cho mượn từ IFK Göteborg, ở vị trí tiền vệ chạy cánh.

## Thống kê sự nghiệp
Tính đến 19 tháng 8 năm 2014
| Câu lạc bộ          | Mùa giải            | Giải vô địch | Giải vô địch | Cúp     | Cúp       | Châu lục | Châu lục  | Tổng cộng | Tổng cộng |
| Câu lạc bộ          | Mùa giải            | Số trận      | Bàn thắng    | Số trận | Bàn thắng | Số trận  | Bàn thắng | Số trận   | Bàn thắng |
| ------------------- | ------------------- | ------------ | ------------ | ------- | --------- | -------- | --------- | --------- | --------- |
| Liên lục địa Allies | 2015                | 10           | 0            | 0       | 0         | —        | —         | 10        | 0         |
| Liên lục địa Allies | Tổng cộng           | 10           | 0            | 0       | 0         | 0        | 0         | 10        | 0         |
| IFK Göteborg        | 2015                | 0            | 0            | 1       | 0         | 0        | 0         | 1         | 0         |
| IFK Göteborg        | Tổng cộng           | 0            | 0            | 1       | 0         | 0        | 0         | 1         | 0         |
| Tổng cộng sự nghiệp | Tổng cộng sự nghiệp | 10           | 0            | 1       | 0         | 0        | 0         | 11        | 0         |